# Porto Luís
Porto Luís (em francês:  Port-Louis; em inglês:  Port Louis) é a capital e a maior cidade de Maurício. É igualmente capital do distrito de Porto Luís. É um porto no oceano Índico, no noroeste da ilha. Em 2015 possuía cerca de 149 mil habitantes.

## História
A região da cidade era utilizada no meio do século XVII como um porto e base naval francesa no Oceano Índico. No ano de 1735 a cidade foi fundada pelo governador e pioneiro Bertrand-François Mahé, fazendo o local um posto de abastecimento no Oceano Índico, rumo das Índias Orientais.

## Economia
A economia de Porto Luís é constituída pela atividade portuária, financeira e o turismo. O porto da cidade é considerado um dos mais importantes do Oceano Índico, e seu centro financeiro, um dos maiores da África.

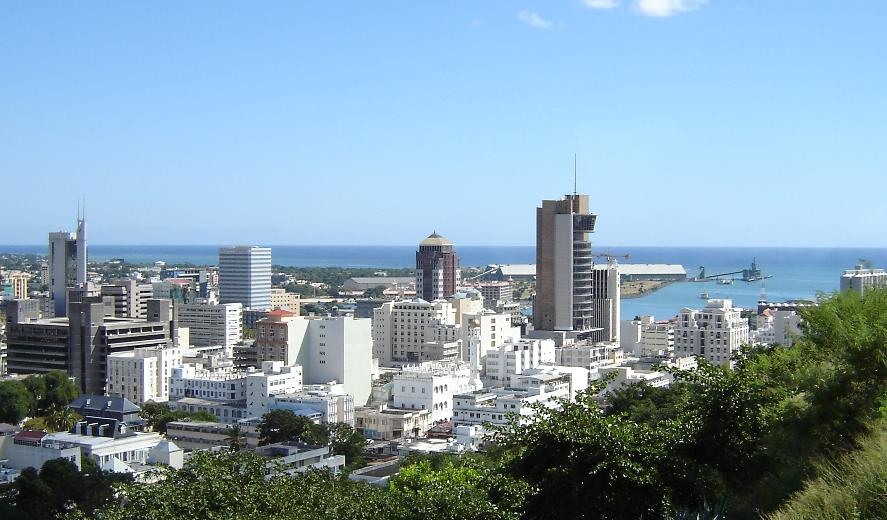
Vista de Porto Luís, a capital de Maurício

## Monumentos e locais turísticos
- Aapravasi Ghat, património mundial da UNESCO desde 2006.